# Justo Mullor García
Justo Mullor García (8 de maio de 1932, Los Villares, Província de Jaén - 30 de dezembro de 2016, Roma) foi um clérigo católico romano espanhol, arcebispo, núncio apostólico e presidente emérito da Pontifícia Academia Eclesiástica.

## Biografia
O pai de Justo, Modesto Mullor, era funcionário do Ministério de Obras Públicas, e por isso foi transferido para várias províncias da Andaluzia; graças a isso, ele nasceu em uma casa alugada em Los Villares. Quando Justo era criança, seu pai foi baleado pelas tropas de Franco e a família retornou para Almería. Ingressou no Seminário Diocesano de San Indalecio, em Almería, e depois mudou-se para Roma, onde estudou no Colégio Espanhol e na Universidade Gregoriana.
Mullor foi ordenado sacerdote em 8 de dezembro de 1954, pelo arcebispo Antonio Samorè. Em 1957, ingressou como aluno na Pontifícia Academia Eclesiástica. A partir de 1967, iniciou seu serviço diplomático na Santa Sé. Após um período na Nunciatura Apostólica na Bélgica, em 1970, mudou-se para Lisboa até 1975, quando foi nomeado observador permanente da Santa Sé no Conselho da Europa, cargo que ocupou por quatro anos e testemunhou a incorporação da Espanha à organização. Nesses anos, Monsenhor Mullor conheceu Karol Wojtila, Cardeal de Cracóvia.
Em 21 de março de 1979, foi nomeado Arcebispo titular de Emerita Augusta, no dia seguinte, Núncio Apostólico na Costa do Marfim, e em 2 de maio, Pró-Núncio Apostólico em Burquina Fasso. Recebeu a ordenação episcopal em 27 de maio de 1979 pelo Papa João Paulo II, na Basílica de São Pedro, tendo como principais co-consagradores os arcebispos Duraisamy Simon Lourdusamy e Eduardo Martínez Somalo. Ainda no mesmo ano, em 25 de agosto, também foi nomeado Pró-Núncio Apostólico no Níger.
Em 3 de maio de 1985, o papa o nomeou Observador Permanente da Santa Sé junto às Nações Unidas em Genebra; permaneceu nessa posição até 30 de novembro de 1991, quando foi nomeado Núncio Apostólico na Estônia, Letônia e Lituânia. No ano seguinte, a partir de 15 de abril, acumulou também a função de Administrador Apostólico da Estônia. Com a supressão de sua sé titular, foi nomeado Arcebispo Titular de Volsinium em 28 de julho de 1994. Em 2 de abril de 1997, foi anunciado como Núncio Apostólico no México. O arcebispo Mullor ajudou a normalizar as relações deterioradas entre a Igreja e o Estado mexicano, participou da organização da última visita do Papa João Paulo II ao México e foi um grande impulsionador da causa de canonização de São Juan Diego.
Em 11 de fevereiro de 2000, foi nomeado Presidente da Pontifícia Academia Eclesiástica. Sua renúncia foi aceita pelo Papa Bento XVI em 13 de outubro de 2007.
Em 22 de abril de 2009, Bento XVI nomeou o arcebispo Mullor García como membro da Congregação para as Causas dos Santos.
Em seus últimos anos, ele viveu entre uma residência para padres em Roma e Alméria; morreu em 30 de dezembro de 2016, na clínica Pio XI, em Roma, onde estava hospitalizado há vários dias.